# Trường âm (tiếng Nhật)
Trường âm (長音 (Trường âm) Chō'on) là những nguyên âm kéo dài, có độ dài gấp đôi các nguyên âm [あ] [い] [う] [え] [お]. Ví dụ nếu âm あ có độ dài là 01 thì âm ああ có độ dài là 02, nói cách khác nếu dùng khái niệm đơn vị âm thì âm あ có độ dài 1 đơn vị, còn âm ああ có độ dài 2 đơn vị.
Trường âm làm thay đổi nghĩa của từ, ví dụ như:
| おばさん (obasan): Cô/bác gái | おばあさん (Obāsan): Bà |
| ゆき (Yuki): Tuyết            | ゆうき (Yūki): Dũng cảm |
| とる (Toru): lấy              | とうる (Tōru): Đi qua   |

## Trong Hiragana
Thêm vào ngay sau chữ Kana tương ứng.
- Cột あ có trường âm là あ. VD: おかあさん（Mẹ）、おばあさん（Bà）
- Cột い có trường âm là い. VD: おにいさん（Anh trai）、おじいさん（Ông）
- Cột う có trường âm là う. VD: ゆうき（Dũng cảm）、ゆうめい（Nổi tiếng）
- Cột え có trường âm là え và い. VD: ええ ("Vâng ạ."), ねえ (Này), ねえさん (chị gái), せんせい (giáo viên, ngài)、とけい（Đồng hồ）
- Cột お có trường âm là お và う. VD: おおかみ (sói), とおか (ngày thứ mười hàng tháng), ありがとう (cảm ơn)、おとうさん（Bố）

## Trong Katakana
Thêm dấu ー ở phía sau các nguyên âm hoặc âm ghép.

## Cách ghi trường âm của Romaji
Thêm dấu "-" vào trên đầu của các chữ nguyên âm (ā, ī, ū, ē, ō) ngoại trừ い làm trường âm cho cột え (romaji viết là "ei").